# Rio Ridanna
Il Rio Ridanna (Ridnauner Bach o Mareiter Bach in tedesco) nasce dal monte Il Capro in Alto Adige.
Scorre per 25 chilometri nella val Ridanna e confluisce da destra nell'Isarco a Vipiteno. Il corso del fiume è compreso nei comuni di Racines e Vipiteno, i principali centri bagnati dal fiume sono Ridanna e Racines.